# Manuel Oribe
Manuel Ceferino Oribe y Viana (* 26. August 1792 in Montevideo; † 12. November 1857 ebenda) war ein uruguayischer Politiker. 

## Leben
Oribe wurde als Sohn des Francisco Oribe und der Francisca Viana geboren. Er selbst war dem Lager der Großgrundbesitzer zuzurechnen. Ab dem 9. Oktober 1833 hatte er bis zum 4. März 1835 das Amt des Verteidigungsministers von Uruguay inne. Nachdem er zuvor die ordnungsgemäße Wahl gewonnen hatte, war er vom 1. März 1835 bis zum 24. Oktober 1838 zweiter Präsident Uruguays als Nachfolger seines das Handelsbürgertum vertretenden Gegenspielers José Fructuoso Rivera. Dieser stürzte und vertrieb ihn 1838 mit seinen Truppen nach Argentinien, nachdem Oribe ihn schwerer Gesetzesverstöße bezichtigt hatte. Beide wurden in der Folgezeit zu Protagonisten des sich entwickelnden Bürgerkrieges. Oribe war der Begründer der Partido Blanco (heute Partido Nacional).
Er unterstützte den argentinischen Diktator Juan Manuel de Rosas, welcher ihm dafür in dem über neun Jahre erstreckenden Bürgerkrieg („Guerra Grande“) gegen die Colorados in Montevideo half, da Oribe ihm zusagte, Uruguay als Provinz Argentinien zuzuschlagen. Mit argentinischer Unterstützung belagerten General Oribes Truppen Montevideo. Rivera wurde von den Briten, Franzosen und Brasilianern unterstützt, sodass sich die argentinischen Truppen zurückziehen mussten.

## Ehrungen

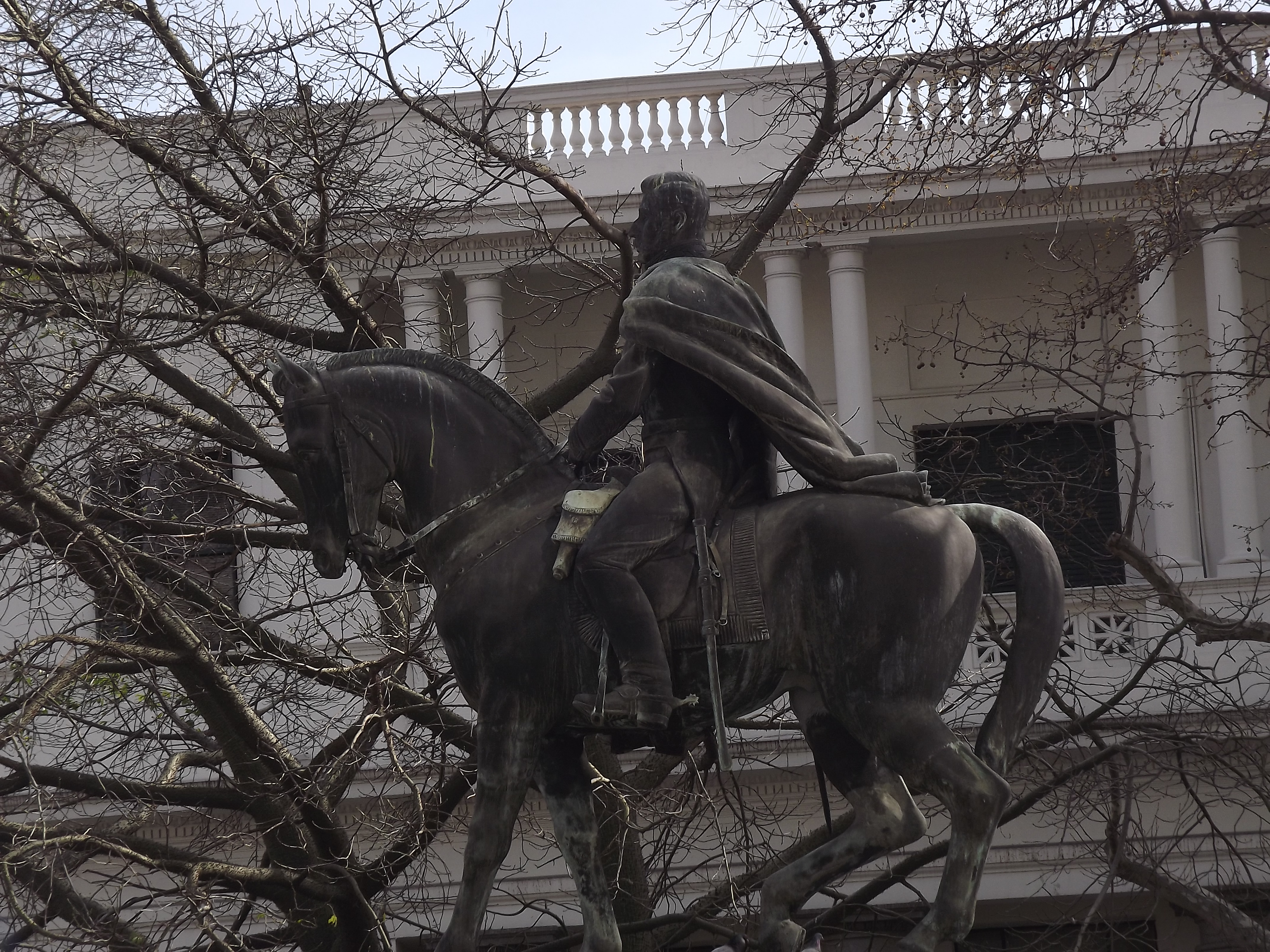
Denkmal in Montevideo

Ein Denkmal Oribes befindet sich seit 1961 in Montevideo. Nach ihm sind Straßen in Salto, in La Floresta, in Ciudad de la Costa, San José de Mayo und Artigas und die Ruta 1 benannt. Er ist auch Namensgeber des 1985 gegründeten Instituto Manuel Oribe in Montevideo.